# ジャン＝ジョゼフ・ムーレ
ジャン＝ジョゼフ・ムーレ（Jean-Joseph Mouret,1682年4月11日- 1738年12月22日）はフランスの作曲家。アヴィニョン に生まれ、シャラントン＝ル＝ポンで没した。その劇作品により、彼はフランスのバロック音楽の主唱者のうちの1人となった。大部分の彼の作品は今日もはや上演されないが、ムーレの名前は交響組曲第1のロンドのファンファーレ人気のおかげで今日生き残っている。それはアメリカのPBSの番組"Masterpiece"のテーマ音楽に採用され、また現代の多くの結婚式で人気がある音楽である。

## 作品
- Les fêtes de Thalie opera-ballet for the Paris Opéra, (1714)
- Le mariage de Ragonde et de Colin for Sceaux, (1714) (1742 の版: Les amours de Ragonde)
- Ariane et Thésée (1717)
- Pirithoüs Paris Opéra, (1723)
- Les amours des dieux Paris Opéra, (1727)
- Le triomphe des sens (1732)
- Les grâces héroïques (1733)
- Le temple de Gnide Paris Opéra (1741)